# Snow Hill (Maryland)
Snow Hill – miasto w Stanach Zjednoczonych, w stanie Maryland, siedziba administracyjna hrabstwa Worcester.